# ناحية مركز مصياف
ناحية مركز مصياف إحدى نواحي سوريا تتبع إداريّاً لمحافظة حماة منطقة مصياف ومركزها مدينة مصياف، بلغ تعداد سكان الناحية 68,184 نسمة حسب التعداد السكاني لعام 2004.

## مدن وبلدات وقرى ناحية مركز مصياف
عنبورة، البياضية، البيضة، بقراقة، البستان، بقصقص، دير الصليب، دير ماما، فندارة، الحيلونة، حيالين، الحريف، جوبة كلخ، كفر عقيد، اللقبة، مشتى دير ماما، مصياف، النهضة، قبو شمسية، قصر دير حويت، قيرون، قرطمان (قرة دوكار)، ربعو، الرصافة، الشمسية، الشيحة، سيغاتا، السويدة، تل أعفر، طير جملة، طير جبة، الزاملية،الدليبة، الزينة، متنا، بعرين.